# Brownsville, Oregon
Brownsville är en ort i Linn County i Oregon. Orten har fått sitt namn efter handelsmannen Hugh L. Brown. Brownsville hade 1 668 invånare enligt 2010 års folkräkning. Stora delar av Stand By Me filmades i Brownsville.